# Václav IV. Ratibořský
Václav IV. Ratibořský (asi 1405 – 1456) byl synem knížete Jana II. Železného a Heleny Litevské, knížetem krnovsko-ratibořským v letech 1424–1437, od roku 1437 (po obdržení údělu) ratibořským knížetem.
V roce 1424 zemřel Václavův otec Jan II. a z neznámých příčin se tehdy Václav IV a jeho bratr neujali vlády, zatímco regentkou byla jejich matka Helena. K rozdělení údělů došlo v roce 1437, kdy Václav obdržel nevelký okres ratibořský.
Roku 1452 zemřel Mikuláš VI. Krnovský a Václav se stal regentem v krnovsko-rybnickém panství a opatrovníkem bratrových dětí Jana IV. a Václava V. Vdova po Mikulášovi Barbora z Rockenberu naopak chtěla být regentkou sama, Václav si ale udržel vládu až do své smrti.
Podobně jako jeho bratr Václav udržoval styky s polským královským dvorem. Několikrát pobýval v Krakově na dvoře Vladislava III. Varnenčika a Kazimíra Jagellonského.
Václav IV. byl od roku 1445 ženat s Markétou z Szamotuł, dcerou międzyrzeckého kastelána Vincenta z Szamotuł, která mu porodila syna Jana V. a tři dcery: Kateřinu, vdanou za nakielského kastelána Vladislava z Danaborzy, Helenu vdanou za międzyrzeckiego kastelána Jana z Ostroroha, a Annu. Kníže zemřel roku 1456 a je pochován v dominikánském klášteře v Ratiboři.